# 内田絢子 (ディスクジョッキー)
内田 絢子（うちだ じゅんこ、7月2日 - ）は、日本のラジオDJ、司会者、グラビティヨガインストラクター。京都府亀岡市出身。

## 経歴
2000年3月、関西大学社会学部卒業。
大阪市内のコミュニティFMであるBe happy789でDJを務めたのち、2006年にFM802のDJオーディションに合格。同年10月から『FUNKY JAMS 802』で同局での専属DJとして活動を開始した。

## 人物
- 愛称は「うっちー」[6]。
- 趣味はヨガ、ランニング、モーニング巡り、サイクリング、日帰り旅行[1]。
- 2017年に大阪マラソンに初参加し、見事完走を果たしている[7]。
- グラビティヨガインストラクターの資格を取得しており[1]、担当する番組では座った状態で出来るヨガを披露している。
- 野菜ソムリエの資格を取得している[1]。

## 出演

### ラジオ番組

#### 現在の出演番組
FM802
- BRIGHT MORNING（2018年4月 - ）

#### 過去の出演番組
Be happy789
- Be Natural（- 2006年7月）

FM802
- FUNKY JAMS 802
  - 水曜日（2006年10月 - 2007年3月）
  - 木曜日（2007年4月 - 2007年9月）
- HITS UP 802（2007年10月 - 2008年10月3日）
- WEEKEND A-GO-GO（2008年10月11日 - 2009年6月28日）
- WEEKEND TROUPER（2009年7月 - 2010年4月3日）
- JOY SQU-AIR（2010年4月3日 - 2012年3月）
- FLiPLiPS（2011年10月 - 2018年3月27日）
- 802 BINTANG GARDEN）
  - 「BMSG Radio Meeting」（2023年9月17日）
  - 「Respect KAN -よければ一緒に-」（2024年1月7日）
  - 「GoingなMy Way -大泉洋-」（2024年3月31日）[8]
- ROCK KIDS 802（2023年1月18日・2025年4月21日） - 落合健太郎の代演
- UPBEAT!（2023年8月9日） - 加藤真樹子の代演
- onｰair with TACTY IN THE MORNING（2024年3月27日） - 大抜卓人の代演
- Grace Place（2023年6月11日・2024年4月21日） - 深町絵里の代演

### その他出演
- 阿部真央 「ふたりで居れば」- ヨガ動画の振付及び出演[9]
- 大阪マラソン（2023年 - 2025年） - フィニッシュ地点MC
- Chillin’Vibes 2023（2023年10月21日） - ステージMC[10]
- 大阪関西万博開幕500日前イベント「Road to 2025!! TEAM EXPO FES in 吹田」（2023年11月12日） - ステージMCおよびヨガインストラクターとして出演[11]
- オリックス・バファローズ優勝記念パレード（2023年11月23日） - 大阪会場オープニングセレモニー司会
- 中曽根泉トークショー「Izu meets to talk」（2023年12月3日）- ステージMC